# Пливање на Летњим олимпијским играма 1900.
Пливачка такмичења на Олимпијским играма 1900. одржана су 11, 12, и 15. до 19. августа. Такмичење се одржало у седам дисциплина, а све трке су одржане у реци Сени. Све дисциплине су први пут биле на програму олимпијских игара и од њих само две: пливање на 200 метара слободно и 200 метара леђно су остале у програму до данашњих игара. У свим дисциплинама први пут су одржане квалификације за пласман у финале.
Учествовало је 76 пливача из 12 земаља, од којих 8 је освајало медаље. 

## Земље учеснице
| - Аустралија (1) - Аустрија (4) - Белгија (1) - Данска (1) | - Француска (47) - Немачко царство (6) - Уједињено Краљевство (7) - Мађарска (1) | - Италија (2) - Холандија (4) - Шведска (1) - САД (1) |

Четири од њих Белгија, Италија, Шведска и Сједињене Америчке Државе у пливачким такмичењима нису овајале медаље.

## Освајачи медаља
| Дисциплина                   |                                                                                          | Резултат  |                                                                               | Резултат  |                                                                | Резултат  |
| 200 метара слободно детаљи   | Фредерик Лејн Аустралија                                                                 | 2:25,2    | Золтан Халмаи · Мађарска                                                      | 2:31,4    | Карл Руберл Аустрија                                           | 2:32,0    |
| 1.000 метара слободно детаљи | Џон Артур Џарвис · Уједињено Краљевство                                                  | 13:40,2   | Ото Вале Аустрија                                                             | 14:43,6   | Золтан Халмаи · Мађарска                                       | 15:16,4   |
| 4.000 метара слободно детаљи | Џон Артур Џарвис · Уједињено Краљевство                                                  | 1:01:48,4 | Золтан Халмаи · Мађарска                                                      | 1:08:55,4 | Луј Мартен · Француска                                         | 1:13:08,4 |
| 200 метара леђно детаљи      | Ернст Хопенберг Немачко царство                                                          | 2:47,0    | Карл Руберл Аустрија                                                          | 2:56,0    | Јоханес Дрост · Холандија                                      | 3:01,0    |
| 200 метара екипно детаљи     | Немачко царство Ернст Хопенберг Макс Хајнле Јулиус Фрај Макс Шене Херберт фон Петерсдорф | 33        | Француска · Maurice Hochepied · Victor Hochepied · Бертранд · Вербак · М Каде | 51        | Француска · Тартара · Луј Мартен · Дезире Мерше · Жам Лелије · | 62        |
| 200 метара препреке детаљи   | Фредерик Лејн Аустралија                                                                 | 2:38,4    | Ото Вале Аустрија                                                             | 2:40,0    | Питер Кемп · Холандија                                         | 2:47,4    |
| 60 метара роњење детаљи      | Шарл Вандевил · Француска                                                                | 188,4     | Андре Сикс · Француска                                                        | 185,4     | Педер Лукеберг · Данска                                        | 147,0     |

1. ↑  Енциклопедија физичке келтуре ЈЛЗ Загреб 1975. стр. 554

## Биланс медаља у пливању
|   | Држава          |   |   |   |    |
| - | --------------- | - | - | - | -- |
| 1 | Холандија       | 2 | 0 | 1 | 3  |
| 2 | Аустралија      | 2 | 0 | 0 | 2  |
| 2 | Немачко царство | 2 | 0 | 0 | 2  |
| 4 | Француска       | 1 | 2 | 2 | 5  |
| 5 | Аустрија        | 0 | 3 | 1 | 4  |
| 6 | Мађарска        | 0 | 2 | 1 | 3  |
| 7 | Данска          | 0 | 0 | 1 | 1  |
| 7 | Холандија       | 0 | 0 | 1 | 1  |
|   | Укупно (8)      | 7 | 7 | 7 | 21 |